# Хонас Ромальйо
Хонас Ромальйо (ісп. Jonás Ramalho, нар. 10 червня 1993, Баракальдо) — іспанський і ангольський футболіст, центральний захисник «Осасуни» і національної збірної Анголи.

## Клубна кар'єра
Народився 10 червня 1993 року в баскському місті Баракальдо в родині баскійки та ангольця. Вихованець юнацьких команд місцевих футбольних клубів «Лейоа» та «Атлетік Більбао». У дорослому футболі дебютував 2009 року виступами за другу команду останнього клубу, «Більбао Атлетік», згодом також грав за «Басконію», його третю команду.
Протягом 2011–2013 років провів 8 ігор за головну команду «Атлетік Більбао» в Ла-Лізі, після чого був відданий в оренду до «Жирони», де протягом двох сезонів був одним із основних центральних захисників. Після річної перерви 2016 року повернувся до «Жирони» вже на умовах повноцінного контракту. У сезоні 2016/17 допоміг жиронській команді пробитися до Ла-Ліги, де відіграв за неї два сезони до того як повернутися до другого дивізіону.
У лютому 2021 року став гравцем вищолігової «Осасуни», де був лише резервним захисником, утім влітку того жу року клуб із Памплони уклав з ним повноцінний контракт.

## Виступи за збірні
2009 року дебютував у складі юнацької збірної Іспанії (U-16), загалом на юнацькому рівні за команди різних вікових категорій взяв участь у 29 іграх. У складі збірної Іспанії U-19 двічі поспіль, у 2011 та 2012 роках, ставав чемпіоном Європи серед юнаків.
2019 року прийняв пропозицію на рівні національних збірних захищати кольори Анголи, батьківщини свого батька. Готувався зі збірною Анголи до Кубка африканських націй 2019, утім до її заявки на турнір не потрапив. Дебютував за ангольську збірну восени 2020 року.

## Титули і досягнення
- Чемпіон Європи (U-19) (2):

Іспанія U-19: 2011, 2012